# 阿桑普申 (明尼蘇達州)
阿桑普申（英語：Assumption）是位於美國明尼蘇達州卡弗縣漢考克鎮區和錫布利縣華盛頓萊克鎮區的一個非建制地區。

## 地理
阿桑普申所處的海拔為高於海平面308米（即1010英呎），而該地所採用的時區為UTC-6，即北美中部時區（CST）。同時該地設有夏令時間，為UTC-6調快一小時，即UTC-5（CDT）。